# Alexándreia
Alexándreia är en kommunhuvudort i Grekland.   Den ligger i prefekturen Nomós Imathías och regionen Mellersta Makedonien, i den norra delen av landet, 300 km norr om huvudstaden Aten. Alexándreia ligger 8 meter över havet och antalet invånare är 13 665.
Terrängen runt Alexándreia är platt. Runt Alexándreia är det ganska tätbefolkat, med 72 invånare per kvadratkilometer. Närmaste större samhälle är Giannitsá, 18,6 km norr om Alexándreia. Trakten runt Alexándreia består till största delen av jordbruksmark.